# Verónica Terrazas Aragonez
Rosa Verónica Terrazas Aragonez (Chihuahua, Chihuahua, el 9 de abril de 1975). Es una activista en la defensa de los derechos humanos de las mujeres, feminista, especialista en atención a mujeres en situación de violencia, docente en temas como perspectiva de género y atención a la violencia contra las mujeres.  
Su activismo la llevó a  integrar el Centro de Intervención en Crisis Alma Calma A.C., dadas las necesidades regionales en un estado con alto número de feminicidios y la carencia de espacios que ofrecieran atención con perspectiva de género. Con este mismo enfoque, integra el grupo de las Tertulianas Feministas Chihuahuenses.  
Posteriormente es nombrada Consejera Nacional del Consejo Social del Instituto Nacional de las Mujeres y Asesora metodológica del Observatorio electoral de la participación política de las mujeres de Chihuahua.

## Trayectoria
En 2011 como Presidenta del Centro de Intervención en Crisis Alma Calma A.C., encabeza proyectos sociales a favor del empoderamiento de las mujeres, a través de la prevención de la violencia de género, la violencia familiar, y el acoso escolar o bulling,  así como al abuso sexual infantil y la atención psicológica a personas en situación de violencia con perspectiva de género.
A partir del mes de noviembre de 2012 es nombrada Consejera Social Propietaria en el Instituto Nacional de las Mujeres, desarrollando actividades de análisis y evaluación de proyectos y acciones en las diferentes entidades federativas, dando seguimiento a las acciones de institucionalización y transversalización de la perspectiva de género, en las instancias de la Administración Pública Federal y participación en la Junta de Gobierno de dicho instituto.
Realiza a partir de abril de 2015, labores docentes en el Instituto de Estudios Superiores y Formación Humana, fungiendo como titular de las materias de Perspectiva de Género y Violencia contra las mujeres, Prevención de las Violencias, Violencia y Poder en las Relaciones y Atención de las Violencias de las maestrías en Procesos y Estrategias Psicológicas en la Educación y Psicoterapia Clínica, así como en el Instituto de Psicología Forense Chihuahua impartiendo las materias de Acompañamiento psicosocial a mujeres víctimas de violencia y Violencia de Género.
A través del Observatorio de Participación Política de las mujeres participó en el proyecto de la Ley para erradicar la violencia política de género en el estado de Chihuahua.
En 2016, participa como cofundadora en la creación de la Escuela de Formación Feminista CUU, con el fin de ofrecer a las mujeres espacios seguros donde puedan desarrollar el pensamiento crítico, con un enfoque feminista.